# Šumadija
Šumadíja (srbsko Шумадија, Šumàdija) je pokrajina v osrednjem delu Srbije. Ime je dobila po gozdovih, ki so nekdaj prekrivali večji del njene površine.
Območje Šumadije v širšem smislu sega do Save in Donave na severu, Velike Morave na vzhodu, Zahodne Morave na jugu ter Dičine, Ljiga in Kolubare na zahodu. V ožjem smislu je Šumadija območje med hribom Kosmaj na severu, mestom Smederevska Palanka na vzhodu in hribom Gledić na jugu. Nekateri avtorji za severno mejo pokrajine postavljajo pas med Avalo in Kosmajem, južno pa goro Jastrebac.
Površje Šumadije je sestavljeno iz niza teras, ki jih je oblikoval rob Panonskega morja, osamelih vzpetin in širokih rečnih dolin. Terase se dvigajo s severa proti jugu od 120 do 850 metrov nadmorske višine. Vzpetine so razpostavljene v smeri sever-jug: Avala, Kosmaj, Bukulja, Venčac, Rudnik, Ješevac, Vujan, Juhor, Kotlenik in Gledićke planine. Višino 1000 metrov presega samo gora Rudnik z najvišjo točko Cvijićevim vrhom (1132 m).
V času Srbske despotije je bila Šumadija napredna in gosto poseljena pokrajina. Po padcu despotata leta 1459 jo je velik del prebivalstva zapustil, bežeč pred Turki. Konec 18. in v prvi polovici 19. stoletja se je prebivalstvo množično spet doselilo, večinoma z dinarskih predelov – Črne gore, Bosne in Hercegovine, Sandžaka, Dalmacije, Like in drugih. Tedaj se je pričelo krčenje gozdov, na rodovitni zemlji se je razvilo poljedelstvo, živinoreja in sadjarstvo (predvsem pridelava sliv).

## Naselja
Pomembnejša mesta v Šumadiji so:
- Kragujevac (150.835 prebivalcev)
- Aranđelovac (24.797 prebivalcev)
- Gornji Milanovac (24.216 prebivalcev)
- Mladenovac (23.609 prebivalcev)
- Smederevska Palanka (23.601 prebivalec)
- Velika Plana (16.078 prebivalcev)

Po širši definiciji v Šumadiji ležijo tudi deli Beograda, Smedereva in Čačka.